# 안데스잎귀쥐
안데스잎귀쥐(Phyllotis andium)는 비단털쥐과에 속하는 설치류이다. 에콰도르와 페루에서 발견된다.